# Villa Ascasubi
Villa Ascasubi är en ort i Argentina.   Den ligger i provinsen Córdoba, i den centrala delen av landet, 600 km nordväst om huvudstaden Buenos Aires. Villa Ascasubi ligger 337 meter över havet och antalet invånare är 2 081.
Terrängen runt Villa Ascasubi är platt, och sluttar österut. Runt Villa Ascasubi är det ganska glesbefolkat, med 22 invånare per kvadratkilometer.. Närmaste större samhälle är Tancacha, 12,2 km sydväst om Villa Ascasubi.
Trakten runt Villa Ascasubi består till största delen av jordbruksmark.